# Arsići
Arsići (cyr. Арсићи) – wieś w Bośni i Hercegowinie, w Republice Serbskiej, w gminie Rudo. W 2013 roku liczyła 51 mieszkańców.